# Breakout (ban nhạc)
Breakout là một ban nhạc blues rock 5 thành viên đến từ Ba Lan, thành lập ngày 1 tháng 2 năm 1968.

## Danh sách thành viên
- Tadeusz Nalepa (1943-2007) - ghi-ta, harmonica, hát
- Mira Kubasińska (1944-2005) - hát
- Janusz Zieliński - bass
- Krzysztof Dłutowski - keyboard
- Józef Hajdasz - trống

## Danh sách đĩa nhạc

### Album phòng thu
- Blackout (1967)
- Na drugim brzegu tęczy (1969)
- 70A (1970)
- Blues (1971)
- Karate (1972)
- Ogienie (1973)
- Kamienie (1974)
- NOL (1976)
- ZOL (1979)
- Żagiel ziemi (1980)

### Album biên tập
- Blackout (1994)
- Breakout 1969/70 (1996)
- Ballady (1995)